# NGC 2057
NGC 2057 é um aglomerado aberto na direção da constelação de Mensa. O objeto foi descoberto pelo astrônomo James Dunlop em 1826, usando um telescópio refletor com abertura de 9 polegadas. Devido a sua moderada magnitude aparente (+12,2), é visível apenas com telescópios amadores ou com equipamentos superiores. 